# جولیا لاورنتیوا
جولیا لاورنتیوا (اوکراینی: Юлія Лаврентьєва؛ زادهٔ ۱۱ ژوئن ۱۹۹۷) اسکیت‌باز نمایشی اهل اوکراین است. وی همچنین از اسکیت‌بازان نمایشی در بازی‌های المپیک زمستانی ۲۰۱۴ بوده‌است.